# Fleutersbach
Der Fleutersbach oder Strötzbach ist ein linker Zufluss der Kahl im Landkreis Aschaffenburg im bayerischen Spessart.

## Name
Der ursprüngliche Name Strötzbach geht aus dem alten Wort Struthbach hervor, das versumpfter Bach bedeutet. Das Gewässer gab dem Ort Strötzbach seinen Namen.

## Geographie

### Verlauf
Der Fleutersbach entspringt zwischen Molkenberg und Strötzbach auf einer Feuchtwiese. Er fließt in nordöstliche Richtung durch ein Tal zwischen dem Bauersberg und der Daunert Richtung Strötzbach. Im Ort ist er komplett verrohrt. In der Nähe der Strötzbacher Mühle mündet er in die Kahl.

### Flusssystem Kahl
- Liste der Fließgewässer im Flusssystem Kahl

## Einzelnachweise

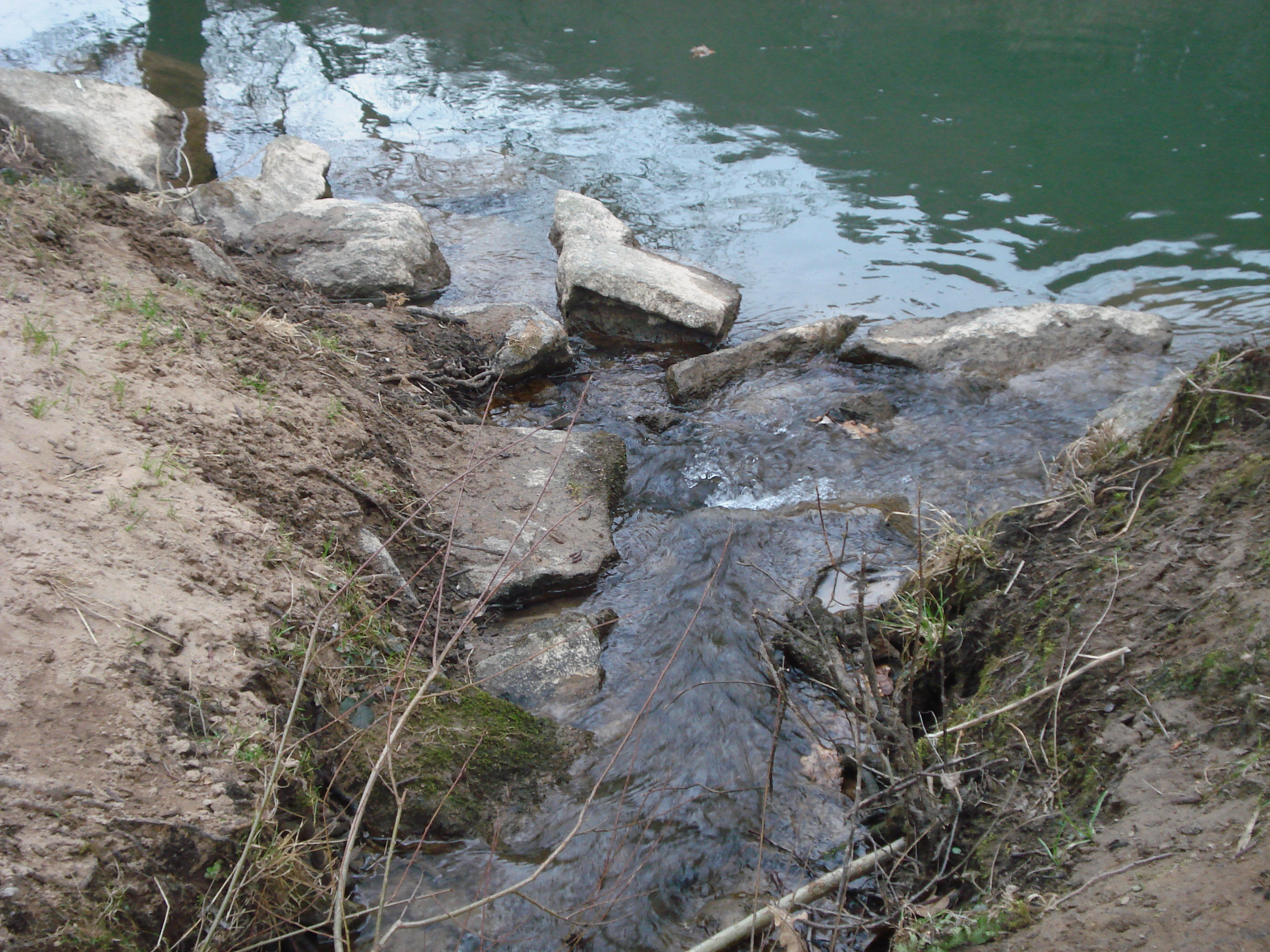
Der Fleutersbach mündet in die Kahl